# 柳田國男
柳田 國男（やなぎた くにお、1875年（明治8年）7月31日 - 1962年（昭和37年）8月8日）は、日本の官僚、民俗学者。
東京帝国大学法科大学（現在の東京大学法学部）を卒業して農商務省（現在の経済産業省・農林水産省）官僚となり、貴族院書記官長（現在の衆議院事務総長／参議院事務総長に相当）まで昇り詰めた。退官して約20年を経た1946年（昭和21年）に枢密顧問官に補され、枢密院が廃止されるまで在任した。
日本学士院会員、日本芸術院会員、文化功労者、文化勲章受章者。位階・勲等は正三位・勲一等。出版物等においては、常用漢字体による「柳田 国男」という表記も使用される。
「日本人とは何か」という問いの答えを求め、日本列島各地や当時の日本領の外地を調査旅行した。初期は山の生活に着目し、『遠野物語』で「願わくは之を語りて平地人を戦慄せしめよ」と述べた。日本民俗学の開拓者であり、多数の著作は今日まで重版され続けている。

## 生涯

### 生い立ち
1875年（明治8年）7月31日、飾磨県神東郡辻川村（現在の兵庫県神崎郡福崎町辻川）生まれで、最晩年に名誉町民第1号となった。父は儒者で医者の松岡操、母たけの六男（男ばかりの8人兄弟）として出生した。辻川は兵庫県のほぼ中央を北から南へ流れる市川が山間部から播州平野へ抜けて間もなく因幡街道と交わるあたりに位置し、越知川があり古くから農村として開けていた。字の辻川は京から鳥取に至る街道と姫路から北上し生野へ至る街道とが十字形に交差している地点にあたるためといわれ、そこに生家があった。生家は街道に面し、さまざまな花を植えており、白桃、八重桜などが植えられ、道行く人々の口上に上るほど美しかった。生家は狭く、國男は「私の家は日本一小さい家」だったといっている。家が小さく、親夫婦と長男夫婦が同居できる大きさではないのに、無理に同居させたことから嫁と姑との対立が生じ、長男夫婦の離婚を招いたことが、幼き日の國男に強い影響を与え、民俗への関心［家（および家屋）の構造への関心＝民俗学への志向］はそこから芽生えた。
父・操は旧幕時代、姫路藩の儒者・角田心蔵の娘婿、田島家の弟として一時籍に入り、田島賢次という名で仁寿山黌（じんじゅさんこう）や、好古堂といった私塾で修学し、医者となり、姫路の熊川舎（ゆうせんしゃ）という町学校の舎主として1863年（文久3年）に赴任した。明治初年まで相応な暮らしをしたが、維新の大変革の時には予期せざる家の変動もあり、操の悩みも激しかったらしく、一時はひどい神経衰弱に陥ったという。
幼少期より非凡な記憶力を持ち、11歳のときに地元辻川の旧家三木家に預けられ、その膨大な蔵書を読破し、12歳の時、医者を開業していた長男の鼎に引き取られ茨城県と千葉県の境である下総の利根川べりの布川（現在の茨城県北相馬郡利根町）に住んだ。生地とは異なった利根川の風物や貧困にあえぐ人たちに強い印象を受ける。徳満寺という寺では、間引き絵馬（母親が、生んだばかりの我が子の命を奪っている姿を描いている）を見て、終生忘れることの出来ない衝撃を受ける。また、隣家の小川家の蔵書を乱読した。16歳のときに東京に住んでいた三兄井上通泰（帝国大学医科大学に在学中）と同居し、図書館に通い読書を続ける。三兄の紹介で森鷗外の門をたたく。17歳の時、尋常中学共立学校（のちの開成高等学校）に編入学する。この年、田山花袋を知る。翌年、郁文館中学校に転校し進級する。19歳にして第一高等中学校に進学し、青年期を迎える。東京帝国大学法科大学政治科（現在の東京大学法学部政治学科）卒業後、1900年（明治33年）に農商務省に入り、主に東北地方の農村の実態を調査・研究するようになる。

### 詩人・松岡國男
兄・井上通泰の紹介により森鷗外と親交を持ち、『しがらみ草紙』に作品を投稿し、また通泰の世話で桂園派の歌人・松浦辰男に入門する。第一高等中学校在学中には『文學界』『國民之友』『帝國文学』などに投稿する。1897年（明治30年）には田山花袋、国木田独歩らと『抒情詩』を出版する。ロマン的で純情な作風であった。しかしこの当時、悲恋に悩んでおり、花袋にだけこれを打ち明け、花袋はそれを小説にしていた。飯田藩出身の柳田家に養子に入り、恋と文学を諦め、官界に進んだ後も、田山花袋・国木田独歩・島崎藤村・蒲原有明など文学者との交流は続いたが、大正時代に入ったあたりから当時の文学（特に自然主義や私小説）のありようを次第に嫌悪し、最終的には決別していった。

### 民俗学の夜明け

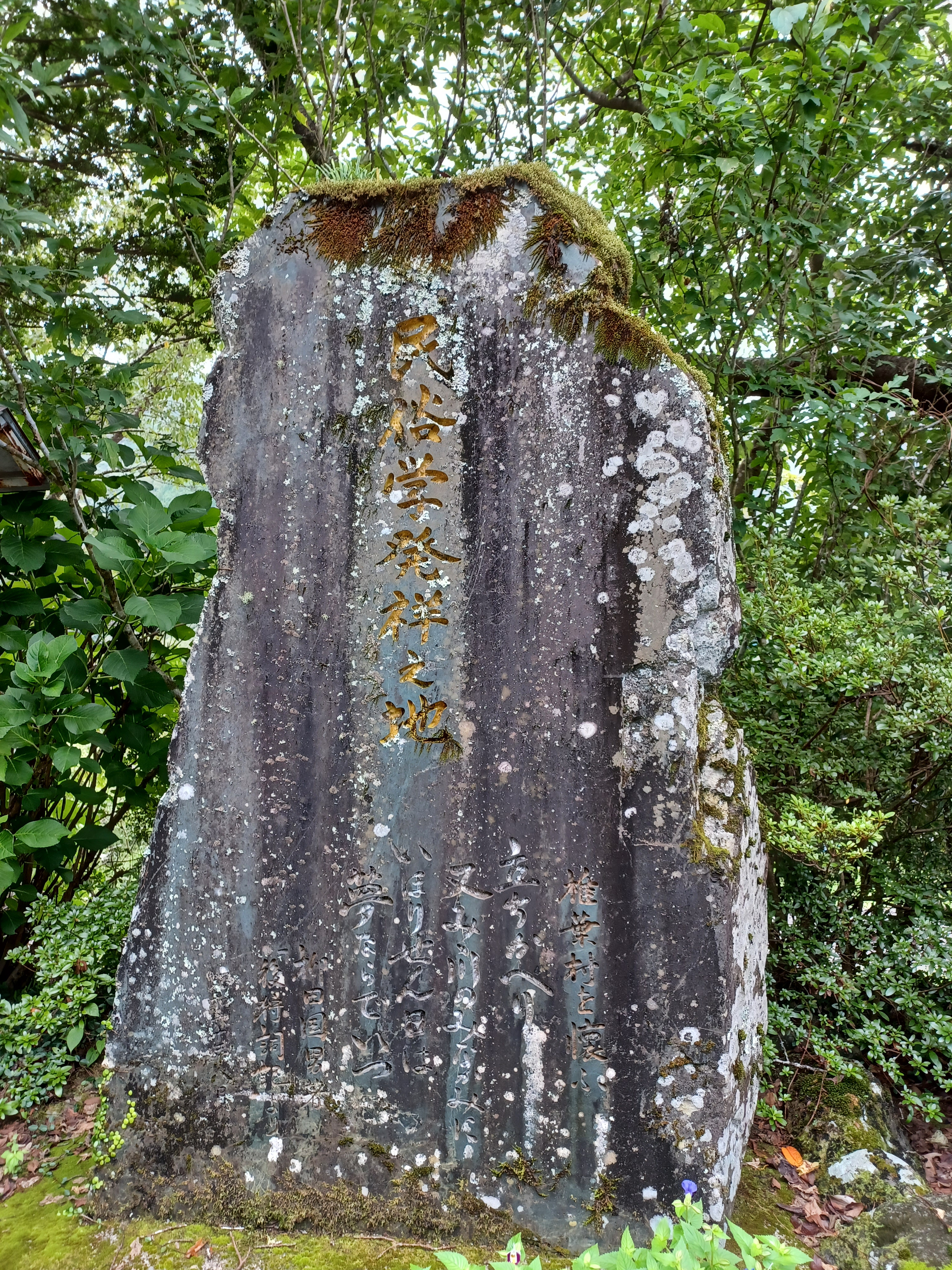
民俗学発祥の地の碑
椎葉村の中瀬宅の庭に設置されている。

東京帝国大学では農政学を学び、農商務省の高等官僚となった後、明治41年5月下旬から約3ケ月かけて九州と四国を旅している。7月宮崎県椎葉村を訪問、大河内の椎葉徳蔵宅で文書『狩之巻』を目にした。帰京後、椎葉村長の中瀬淳（なかせすなお）に文書を分かりやすく書き直してもらい、また、他の狩に関する口伝えを文章にしてもらい書簡で送らせた。それらをまとめ、明治42年3月15日に刊行したものが『後狩詞記（のちのかりことばのき）』である。この本について柳田は「今日ではこれが日本の民俗学の出発点のようにいわれている」と述べている。
その後、講演旅行などで地方の実情に触れるうちに次第に民俗的なものへの関心を深めてゆく。また、当時欧米で流行していたスピリチュアリズムの影響を受け、日本でも起こっていた「怪談ブーム」のさなかで当時新進作家だった佐々木喜善と知り合い、岩手県遠野の佐々木を訪問して『遠野物語』を執筆する。他に宮崎県椎葉などへの旅の後、郷土会をはじめ、雑誌『郷土研究』を創刊する。民俗学が独自の領域と主張を持つための下準備を着々と進めていった。

### 日本民俗学の確立
『郷土生活研究法』における「重出立証法」などで日本民俗学の理論や方法論が提示されるなど、昭和初期は日本民俗学の確立の時代であった。一方で山村調査、海村調査をはじめとする全国各地の調査が進み、民俗採集の重要性と方法が示された。以降、日本人は何であるかを見極め将来へ伝えるという大きな問題意識を根底に、「内省の学」として位置づけられてきた。

## 略歴
- 1875年（明治8年）7月31日、飾磨県神東郡辻川村（現在の兵庫県神崎郡福崎町辻川）に儒者・松岡操、たけの六男として生まれる。松岡家は代々の 医家。
- 1884年（明治17年）、一家で兵庫県加西郡北条町（現在の加西市北条町）に転居。
- 1885年（明治18年）、高等小学校卒業。1年間、辻川の旧家三木家に預けられ、和漢の書籍を乱読する。
- 1887年（明治20年）、兄・鼎（かなえ）が、医院を開いていた茨城県北相馬郡布川村（現在の利根町）に移住する。
- 1893年（明治26年）、兄・鼎の転居に伴い千葉県南相馬郡布佐町（現在の我孫子市）に移住する。
- 1897年（明治30年）、第一高等学校（第一高等中学校改称）卒業。東京帝国大学法科大学入学。
- 1900年（明治33年）7月、東京帝国大学法科大学政治科卒業（法学士）。卒業論文は三倉の研究、これにより民衆史を知る契機となる。農商務省農務局農政課に勤務。以後、全国の農山村を歩く。早稲田大学で「農政学」を講義する。
- 1901年（明治34年）5月、柳田家の養嗣子として入籍する。養父直平（1849-1932）（旧・飯田藩士）は大審院判事を務め、義理の叔父たる安東貞美（直平の同母弟）は、陸軍軍人で台湾総督などを務めた[注釈 3]。
- 1902年（明治35年）2月12日、法制局参事官に任官[8]。
- 1904年（明治37年）4月、柳田直平の四女・孝（17歳）と結婚。
- 1907年（明治40年）2月、島崎藤村、田山花袋、小山内薫らとイプセン会を始める。
- 1908年（明治41年）1月、兼任宮内書記官。この頃、自宅で「郷土研究会」を始める。
- 1908年（明治41年）5月24日から8月22日にかけて九州を旅行する[9]。
- 1908年（明治41年）7月13日から18日にかけて、宮崎県北西部の東臼杵郡椎葉村を当時の村長、中瀬淳（すなお）と巡回探訪[10]。
- 1908年（明治41年）10月 、宮崎県北西部の東臼杵郡椎葉村に住む中瀬淳（「後狩詞記（のちのかりことばのき）」の共著者）へ書簡を送る[11] 。
- 1909年（明治42年）3月15日、「後狩詞記」を50冊自費出版する[12]。
- 1909年（明治42年）、東北を旅行し、初めて岩手県南部の遠野を訪れた。
- 1910年（明治43年）6月、兼任内閣書記官記録課長。「郷土研究会」を発展させて、新渡戸稲造を世話人、柳田が幹事役で「郷土会」を開始[13]。
- 1911年（明治44年）3月、南方熊楠との文通[14] 始まる。南方熊楠の書簡を元に『南方二書』を刊行し、有識者に配布[15]。
- 1913年（大正2年）3月、高木敏雄と共に雑誌『郷土研究』を創刊[16]（2巻2号から柳田が独力で編集。1917年3月まで）。
- 1914年（大正3年）4月、貴族院書記官長。
- 1915年（大正4年）11月、京都御所における大正天皇の即位礼および大嘗祭に奉仕、提言を残す（当時は未公開）、この年に折口信夫と出会う。
- 1919年（大正8年）12月、以前より確執のあった貴族院議長・徳川家達（徳川宗家）との不和衝突が深刻化し、書記官長を辞任。代わりに宮内省図書頭のポストを打診されるが、当時その職にあった森鴎外（帝室博物館長と兼任）の立場を配慮し辞退。官界を去り立身出世から外れた[注釈 4]。新渡戸稲造が国際連盟事務次長として訪欧したため、「郷土会」の活動休止[13]。
- 1920年（大正9年）8月、東京朝日新聞社客員となり、論説を執筆した。全国各地を調査旅行。
- 1921年（大正10年）、渡欧し、ジュネーヴの国際連盟委任統治委員に就任。国際連盟において、英語とフランス語のみが公用語となっていることによる小国代表の苦労を目の当たりにする。
- 1922年（大正11年）、新渡戸稲造と共に、エスペラントを世界の公立学校で教育するよう決議を求め、フランスの反対を押し切って可決される。エスペランティストのエドモン・プリヴァ（Edmond Privat）と交流し、自身もエスペラントを学習。
- 1923年（大正12年）、国際連盟委任統治委員を突如辞任して帰国（これを契機に新渡戸との交流が途絶える[17]）。フィンランド公使グスターフ・ラムステッドと交流。
- 1924年（大正13年）4月、慶應義塾大学文学部講師となり民間伝承を講義。
- 1926年（大正15年）7月 - 財団法人日本エスペラント学会設立時の理事に就任。（日本エスペラント学会年鑑(Jarlibro) 1926年版参照）。
- 1927年（昭和2年）、東京市牛込区から、新興住宅地の東京府北多摩郡砧村（現・世田谷区成城）に転居。新居を「喜談書屋」と命名。
- 1930年（昭和5年）、宮本常一との文通始まる。
- 1934年（昭和9年）に宮本と直接面会し、これを期に宮本は民俗学の道へ進んでいくことになる[18]。1月、柳田らによる木曜会第1回会合（郷土生活研究所とも。8月から3年間山村生活調査をおこない、1937年6月『山村生活の研究』）[19][20]。
- 1939年（昭和14年）、民間学術団体の国民学術協会設立会員となる。
- 1940年（昭和15年）、朝日文化賞受賞。
- 1942年（昭和17年）、日本文学報国会理事。
- 1946年（昭和21年）7月、枢密顧問官就任。新憲法制定審議に立ち会う。
- 1947年（昭和22年）3月、自宅書斎隣に民俗学研究所を設立（晩年に解散）。5月、日本国憲法施行に伴う枢密院廃止により枢密顧問官失職。同年帝国芸術院会員（同年末日本芸術院に改称）に選任。
- 1949年（昭和24年）3月、日本学士院会員に選任。同年4月、民間伝承の会を日本民俗学会に発展解消させ、初代会長に就任。
- 1951年（昭和26年）、國學院大學に招かれ、教授に就き神道に関する講座を担当[21]。同年11月、文化勲章受章。
- 1955年（昭和30年）1月、宮中・歌会始に川合玉堂と共に召人となる。
- 1962年（昭和37年）8月8日、午後1時頃、成城の自宅にて心臓衰弱のため死去。享年88（87歳没）。没日付で叙正三位勲一等。当時首相だった池田勇人が「民間人とはいえ、これだけの人物に瑞宝章では軽い」と発言し旭日大綬章が追贈された。葬儀は12日に東京・青山葬儀所にて日本民俗学会葬として営まれる。各界から300人が参列。戒名は永隆院殿顕誉常正明国大居士[1]。墓所は神奈川県川崎市多摩区の春秋苑。

## 栄典・授章・授賞
位階
- 1902年（明治35年）5月1日 - 従七位
- 1904年（明治37年）2月29日 - 正七位
- 1906年（明治39年）11月20日 - 従六位
- 1908年（明治41年）12月21日 - 正六位
- 1911年（明治44年）5月1日 - 従五位
- 1914年（大正3年）5月20日 - 正五位
- 1918年（大正7年）11月20日 - 従四位
- 1962年（昭和37年）8月8日 - 正四位

勲章等
- 1906年（明治39年）4月1日 - 勲六等単光旭日章・明治三十七八年従軍記章
- 1911年（明治44年）6月13日 - 勲五等瑞宝章
- 1912年（大正元年）8月1日 - 韓国併合記念章
- 1914年（大正3年）
  - 3月24日 - 銀杯一組
  - 12月23日 - 勲四等瑞宝章

- 1915年（大正4年）11月10日 - 大礼記念章（大正）
- 1916年（大正5年）
  - 1月19日 - 勲四等旭日小綬章
  - 4月1日 - 勲三等瑞宝章

- 1919年（大正8年）9月29日 - 銀杯一個
- 1920年（大正9年）9月7日 - 旭日中綬章
- 1951年（昭和26年）11月3日 - 文化勲章
- 1962年（昭和37年）8月8日 - 勲一等旭日大綬章（没時陞叙）

外国勲章佩用允許
- 1912年（大正元年）10月9日 - ロシア帝国：聖アンナ第二等勲章
- 1913年（大正2年）1月31日 - ノルウェー王国：聖オーラヴ第二等乙級勲章
- 1920年（大正9年）4月9日 - セルブ＝クロアート＝スロヴェーヌ王国：白鷲第三等勲章

## 記念館
- 「自らの民俗学の原点」と評した生家は、兵庫県福崎町の柳田國男・松岡家顕彰会記念館の西隣に移築・保存されている。福崎町立神崎郡歴史民俗資料館が隣接している。
- 東京都世田谷区成城の自宅書斎［柳田國男の書屋］は、1989年に長野県飯田市の飯田市美術博物館内（柳田家は旧飯田藩士）へ移築された。
- 茨城県北相馬郡利根町布川の旧宅（旧小川邸）の母屋も「柳田國男記念公苑」で整備され、土蔵（資料館）では著作物や文書等を展示している。
- 蔵書の一部は成城大学に寄贈され、同大学の民俗学研究所「柳田文庫」として活用されている。2003年に成城大学民俗学研究所編『増補改訂版 柳田文庫蔵書目録』が刊行（初刊は1967年）。茂木明子（元・職員）編著『柳田國男のペン　書入れにみる後代へのメッセージ』（慶友社、2022年）にも詳しい。

## 柳田民俗学の特徴

### 現地調査主義

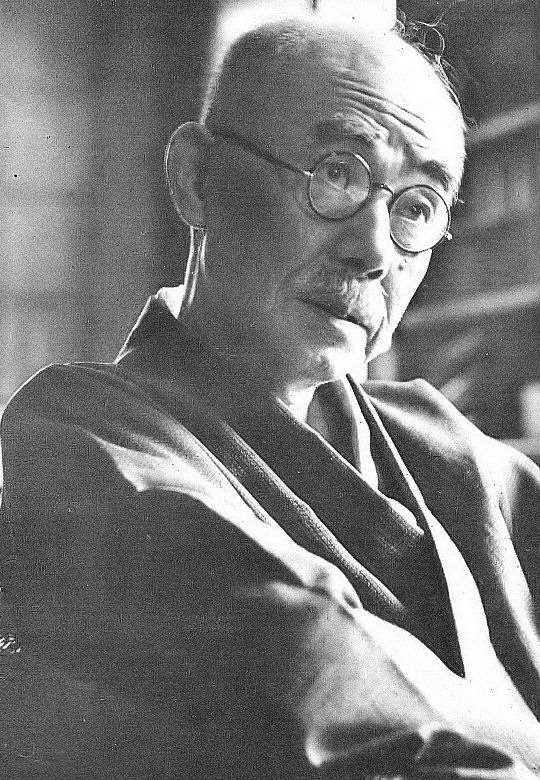
柳田國男（1951年）
『毎日グラフ』1951年10月10日号

『郷土生活の研究法』（刀江書院、1935年）において「在来の史学の方針に則り、今ある文書の限りによって郷土の過去を知ろうとすれば、最も平和幸福の保持のために努力した町村のみは無歴史となり、我邦の農民史は一揆と災害との連鎖であった如き、印象を与へずんば止まぬこととなるであろう」と述べている。
ここでは「文献史学においては典拠とする史料そのものに偏りが生まれるのは避けられない」としており、「公文書などに示された一揆や災害とかかわる民衆の姿をそこで確認できたとしても、その生活文化総体は決して見えてこない」という認識が示されている。「常民」の生活文化史の解明を目的とする民俗学にとっては文献資料にのみ依拠することには限界と危険が伴うのであり、それゆえ「フィールドワークによる民俗資料の収集が重要だ」と論じて、1933年から1935年にかけて民俗資料の分類に関する自身の見解を公表している。また『日本民俗学』関敬吾共著（改造社、1942年）において「民俗学は微細な事実の考証から出発する」とし、随筆や紀行文等との差異からも確なる学的立脚を求め、計画調査を重要視した。
こうした趣旨は日本語に関する研究にも表出しており、方言に関するもの（『蝸牛考』『方言覚書』『標準語と方言』等）や、国語史に関するもの（『国語の将来』『国語史：新語篇』『毎日の言葉』等）など、柳田は話し言葉や方言を重視した。

### 歴史学

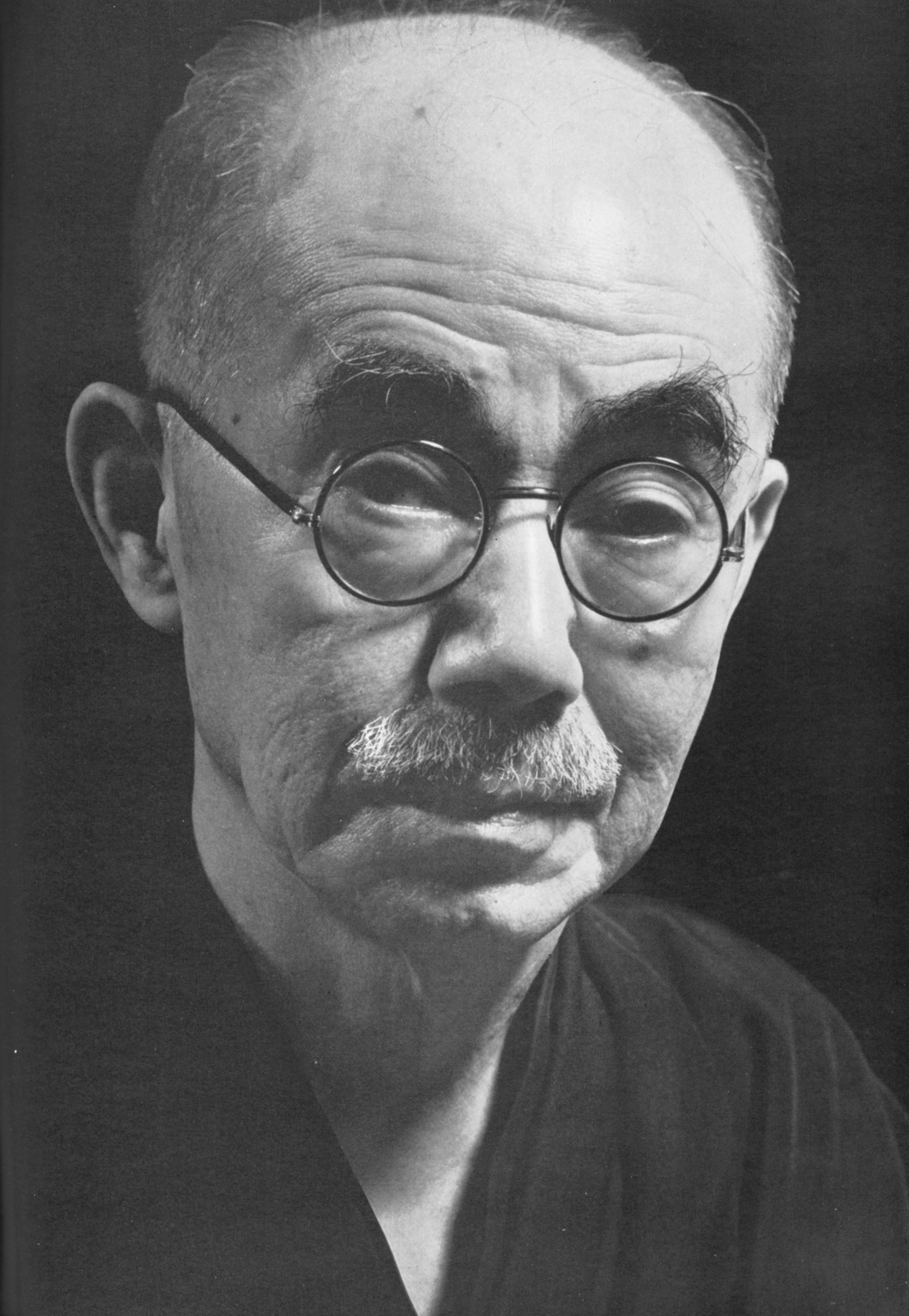
柳田國男（1951年）
土門拳撮影『風貌』新版・小学館

柳田の問題意識と関心は、常に歴史学と歴史教育にあった。柳田自身昭和初期に、長野県東筑摩郡教育会で「青年と学問」と題し講演した際、「自分たちの一団が今熱中している学問は、目的においては、多くの歴史家と同じ。ただ方法だけが少し新しいのである」、また「日本はこういうフォークロアに相当する新しい方法としての歴史研究をなすには、たいへんに恵まれたところである」と述べている。
たとえば、ヨーロッパでは1000年以上のキリスト教文明と民族大移動、そしてまた近代以降の産業革命の進展のためフォークロア（民間伝承、民俗資料）の多くが消滅ないし散逸してしまっているのに対し、日本ではそのようなことがなく現実のいたるところに往古の痕跡が残っているというのである。
言い換えれば日本にはフォークロアを歴史資料として豊かに活用できる土壌があるということであり、柳田民俗学とはこのような民間伝承の歴史研究上の有効性を所与の条件として構築されたものということができるのである。また東北地方や沖縄を様々な観点から詳細に調査したことから、東北と沖縄こそが柳田民俗学の出発点であり、古き日本の神話や伝説が今も生きる地域の共同体とした。

### 国語教育、社会科教育

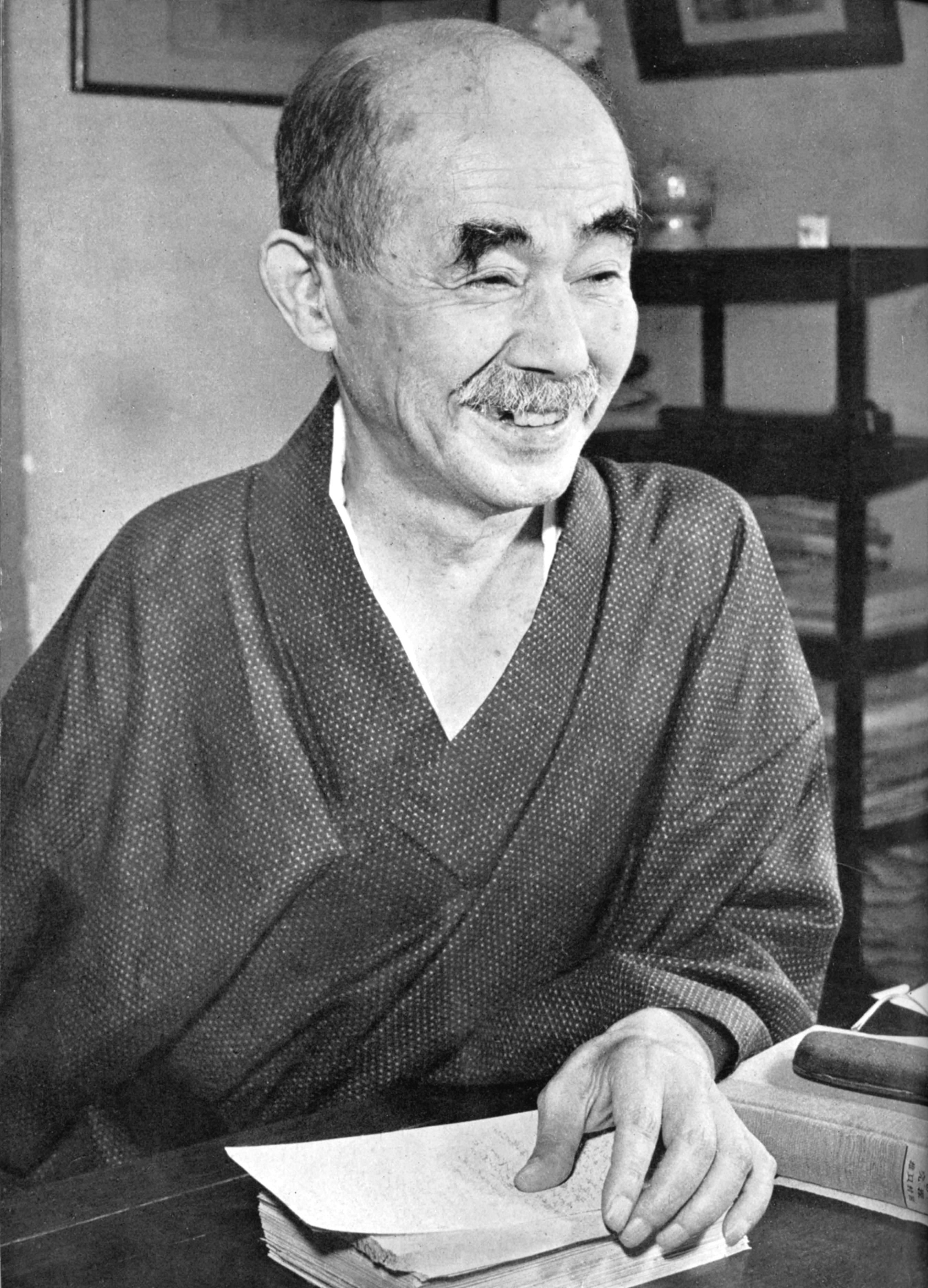
柳田國男（1953年）
田村茂撮影『現代日本の百人』文芸春秋新社

国語史ほか、幾つかの論考を著した国語教育では、監修者として弟子らと共に、1947年から1960年にかけ東京書籍で教科書「新しい国語」製作を行った。また上記での歴史教育に関する問題意識により、それを包含する社会科教育に関しては、1951年から1962年にかけ実業之日本社で教科書「日本の社会」制作を行うことで結実した。

## 評価
柳田の日本民俗学の祖としての功績は非常に高く評価できる。柳田の研究に影響を受けて民俗学者となった宮本常一は、柳田同様にフィールドワークによる民俗資料収集を基礎とし、多くの研究を残した。さらに宮本の研究は、網野善彦によって歴史学の分野でも注目を集めた。

## 著作
- 『遠野物語』
東北地方の伝承を記録した、柳田民俗学の出発点（話者：佐々木喜善『聴耳草紙』[35]より）。新潮文庫・角川文庫・岩波文庫ほかで多数重版され、口語訳も刊行。
- 『蝸牛考』
各地のカタツムリの呼び名の方言分布を比較検討することにより、言葉が近畿から地方へ伝播していったことを明らかにしたもの。この中で提唱された理論が、言葉は文化的中心地を中心として、まるで何重もの円を描くように周辺へと伝播し、中心地から遠く離れた地方ほど古い言葉が残っていることを示した「方言周圏論」である[36]。柳田自身は地方に古語が残るということについて、1905年頃から関心を持っていた地名の研究を通じて体験している[37]。
柳田自身は晩年になって、「あれはどうも成り立つかどうかわかりません」と発言し、方言周圏論に懐疑的になっていたといわれる。しかし、彼の死後6年経って刊行されはじめた国立国語研究所の『日本言語地図』では「牝馬」「もみがら」など、調査した言葉のおよそ27%に周圏分布が見られ、方言周圏論が有効な理論であることが確認された[38]。
- 『妖怪談義』
妖怪に関する論文や随筆などをまとめたもので、妖怪研究を志す者に「必読の書」として知られる[39]。巻末の「妖怪名彙」に紹介されている妖怪たちの多くは、後に水木しげるにより図像化[40]された。
- 『妹の力』
古代での女性の霊力・信仰に関する考察。
- 『桃太郎の誕生』
昔話の解析を通して、日本社会の断面図を描こうとしたものだが、この手法は民俗・民族学、文化人類学に応用され、多くの後継者を生み出した。（例：中野美代子『孫悟空の誕生』 岩波現代文庫）
京極夏彦は、柳田が本書の自序で『ヴィーナスの誕生』と桃太郎を重ね合わせた事を引用し、柳田が昔話や伝説の分類に際して「下品な要素」から目を背ける姿勢を取っていたと指摘している[41]。
- 『故郷七十年』
晩年の口述での回想[注釈 5]、嘉治隆一（朝日新聞記者）と宮崎修二朗[注釈 6]（神戸新聞記者）が筆記しまとめた。
- 『日本の民俗学』（中公文庫、2019年6月）。佐藤健二解説、文庫オリジナル[注釈 7]での柳田学入門
- 『柳田國男全自序集 Ⅰ・Ⅱ』（中央公論新社〈中公クラシックス〉、2019年11月）
佐藤健二解説。オリジナル版で、約100冊のほぼ全単行本序文を年代順に集成

### 全集・文庫
- 筑摩書房版「全集」[注釈 8]の刊行一覧
  - 『定本 柳田國男集』（全31巻・別巻5）は、没する寸前に刊行開始し短期間で完結。1968年6月より新装版（函を軽くした）が刊行。
 別巻1・2巻は「朝日新聞論説集」、3巻は「故郷七十年、同増補」、4巻は「炭焼日記・書簡」、5巻は「総索引、書誌、年譜」
  - 1978-81年に、資料編（全5巻、内容は基本文献の項目を参照）を追加した愛蔵版（装丁は新装版と同一）を刊行。
 1978-79年に、代表作を現行仮名遣いで読み易くした『新編 柳田國男集』（全12巻）が刊行。
  - 1989-91年には、ちくま文庫版『柳田國男全集』（全32巻、新字＋現行仮名遣い＋文庫解説）が刊行、反響を呼んだ。
  - 1997年秋より、新たな『柳田國男全集』（新字＋歴史的仮名遣い、全36巻＋別巻2予定）が刊行開始、約十年を経て、著作編は完結した（2006年5月に第23巻（初期論考）が刊行）。
 以後は主に未公刊の資料編で、2010年9月に第22巻、2014年3月に第34巻、2015年6月に第35巻、2019年3月に別巻1（年譜）、2024年5月に別巻2（補遺）が刊行。第36巻（書簡集）は編さん中。
- 現行の文庫判は、岩波文庫（一部改版）、ちくま文庫、講談社学術文庫で多く刊行され重版。
2013年以降は（没後半世紀を経て著作権がなくなり）角川ソフィア文庫で改訂新版[注釈 9]が多数刊行。電子書籍でも多く再刊。

書誌
- 後藤総一郎編 『柳田國男をよむ 日本人のこころを知る』 アテネ書房、1995年 - 入門書
- 田中正明編・解説 『柳田國男 書目書影集覧』 岩田書院、1994年 - 大著
- 田中正明 『柳田國男の書物 書誌的事項を中心として』 岩田書院、2003年 - 大著

## 家族・親族
- 養父：柳田直平 - 大審院判事。安東貞美の兄
- 実父：松岡賢次 - 儒者、医者
- 兄
  - 松岡鼎 - 医師
    - 娘婿の岡村千秋は國男が創刊した『郷土研究』の編集者。

  - 松岡俊次（早世）
  - 井上通泰（松岡泰蔵） - 国文学者、歌人、医師
  - 松岡芳江（早世）
  - 松岡友治（早世）
- 弟
  - 松岡静雄 - 海軍大佐、言語学者・民族学者。妻・初子（野村靖の娘）を通じて野村益三、入江貫一、本野一郎、中勘助らと親戚関係
  - 松岡輝夫（松岡映丘） - 日本画家
- 妻：孝 - 柳田直平四女
- 妻の姉：長姉は矢田部良吉の妻、次姉は木越安綱陸軍中将（男爵）の妻[42]
- 子
  - 長男：柳田為正 - 生物学者、お茶の水女子大学名誉教授
  - 他に4女あり。次女の千枝（1912-1942）は東京女子高等師範付属高女卒業後、赤星平馬（赤星陸治長男）に嫁ぎ[43]、柳井統子の筆名で短編小説「父」を『早稲田文學』1940年12月号に発表して第12回芥川賞候補となったが、夭折した[44]。三女の三千は、雙葉高女卒業後、国男の弟子の堀一郎と、四女の千津は津田塾卒業後、病理学者の太田邦夫（大阪商船副社長・太田丙子郎長男）と結婚した[43]。

## 青春期の友人
- 島崎藤村
- 田山花袋
- 国木田独歩

## 系譜
- 松岡家

```
松岡左仲━━小鶴　　　　　　　　　┏松岡鼎
　　　　　　　┃　　（操と改名）　┃
　　　　　　　┣━━━松岡賢次　　┣松岡俊次
　　　　　　　┃　　　　　┃　　　┃
　　　　　　中川至　　　　┣━━━╋松岡泰蔵（井上通泰）
　　　　　　　　　　　　　┃　　　┃
　　　　　　　　　　　　たけ　　　┣松岡芳江
　　　　　　　　　　　（尾芝）　　┃
　　　　　　　　　　　　　　　　　┣松岡友治
　　　　　　　　　　　　　　　　　┃
　　　　　　　　　　　　　　　　　┣松岡國男（柳田國男）
　　　　　　　　　　　　　　　　　┃
　　　　　　　　　　　　　　　　　┣松岡静雄
　　　　　　　　　　　　　　　　　┃
　　　　　　　　　　　　　　　　　┗松岡輝夫（松岡映丘）

```

- 柳田家・安東家

|      |      |      |      | 柳田暢助 （信濃飯田藩士） | 柳田暢助 （信濃飯田藩士） | 柳田暢助 （信濃飯田藩士） | 柳田暢助 （信濃飯田藩士） | 柳田暢助 （信濃飯田藩士） | 柳田暢助 （信濃飯田藩士） |    |    |      |      |      |      | 安東辰武 （信濃飯田藩士） | 安東辰武 （信濃飯田藩士） | 安東辰武 （信濃飯田藩士） | 安東辰武 （信濃飯田藩士） | 安東辰武 （信濃飯田藩士） | 安東辰武 （信濃飯田藩士） |      |      |          |          |          |          |          |          |  |  |    |    |    |    |    |    |  |  |            |            |            |            |            |            |
|      |      |      |      | 柳田暢助 （信濃飯田藩士） | 柳田暢助 （信濃飯田藩士） | 柳田暢助 （信濃飯田藩士） | 柳田暢助 （信濃飯田藩士） | 柳田暢助 （信濃飯田藩士） | 柳田暢助 （信濃飯田藩士） |    |    |      |      |      |      | 安東辰武 （信濃飯田藩士） | 安東辰武 （信濃飯田藩士） | 安東辰武 （信濃飯田藩士） | 安東辰武 （信濃飯田藩士） | 安東辰武 （信濃飯田藩士） | 安東辰武 （信濃飯田藩士） |      |      |          |          |          |          |          |          |  |  |    |    |    |    |    |    |  |  |            |            |            |            |            |            |
|      |      |      |      |                           |                           |                           |                           |                           |                           |    |    |      |      |      |      |                           |                           |                           |                           |                           |                           |      |      |          |          |          |          |          |          |  |  |    |    |    |    |    |    |  |  |            |            |            |            |            |            |
|      |      |      |      | きん                      | きん                      | きん                      | きん                      | きん                      | きん                      |    |    | 直平 | 直平 | 直平 | 直平 | 直平                      | 直平                      |                           |                           | 貞美                      | 貞美                      | 貞美 | 貞美 | 貞美     | 貞美     |          |          |          |          |  |  |    |    |    |    |    |    |  |  |            |            |            |            |            |            |
|      |      |      |      | きん                      | きん                      | きん                      | きん                      | きん                      | きん                      |    |    | 直平 | 直平 | 直平 | 直平 | 直平                      | 直平                      |                           |                           | 貞美                      | 貞美                      | 貞美 | 貞美 | 貞美     | 貞美     |          |          |          |          |  |  |    |    |    |    |    |    |  |  |            |            |            |            |            |            |
|      |      |      |      |                           |                           |                           |                           |                           |                           |    |    |      |      |      |      |                           |                           |                           |                           |                           |                           |      |      |          |          |          |          |          |          |  |  |    |    |    |    |    |    |  |  |            |            |            |            |            |            |
|      |      |      |      |                           |                           |                           |                           |                           |                           |    |    |      |      |      |      |                           |                           |                           |                           |                           |                           |      |      |          |          |          |          |          |          |  |  |    |    |    |    |    |    |  |  |            |            |            |            |            |            |
| 國男 | 國男 | 國男 | 國男 | 國男                      | 國男                      |                           |                           | 孝                        | 孝                        | 孝 | 孝 | 孝   | 孝   |      |      | てい                      | てい                      | てい                      | てい                      | てい                      | てい                      |      |      | 木越安綱 | 木越安綱 | 木越安綱 | 木越安綱 | 木越安綱 | 木越安綱 |  |  | 順 | 順 | 順 | 順 | 順 | 順 |  |  | 矢田部良吉 | 矢田部良吉 | 矢田部良吉 | 矢田部良吉 | 矢田部良吉 | 矢田部良吉 |
| 國男 | 國男 | 國男 | 國男 | 國男                      | 國男                      |                           |                           | 孝                        | 孝                        | 孝 | 孝 | 孝   | 孝   |      |      | てい                      | てい                      | てい                      | てい                      | てい                      | てい                      |      |      | 木越安綱 | 木越安綱 | 木越安綱 | 木越安綱 | 木越安綱 | 木越安綱 |  |  | 順 | 順 | 順 | 順 | 順 | 順 |  |  | 矢田部良吉 | 矢田部良吉 | 矢田部良吉 | 矢田部良吉 | 矢田部良吉 | 矢田部良吉 |
|      |      |      |      |                           |                           |                           |                           |                           |                           |    |    |      |      |      |      |                           |                           |                           |                           |                           |                           |      |      |          |          |          |          |          |          |  |  |    |    |    |    |    |    |  |  |            |            |            |            |            |            |
|      |      |      |      | 為正                      |                           |                           |                           |                           |                           |    |    |      |      |      |      |                           |                           |                           |                           |                           |                           |      |      |          |          |          |          |          |          |  |  |    |    |    |    |    |    |  |  |            |            |            |            |            |            |

## 資料・評伝・研究
※あくまでごく一部で品切・絶版を多く含む。評伝研究は数百冊を数える。

### 基本文献
- 『年中行事図説　定本 柳田國男集 資料第四』 柳田國男監修、民俗学研究所編
- 『柳田國男写真集　資料第五』 大藤時彦・柳田為正編
上記は大判で、同時期（1980-81年）に岩崎美術社で別版刊行。
- 『資料第二・三　柳田國男対談集』、他は『月報合本　資料第一』、各・筑摩書房
  - 新編『柳田國男対談集』 宮田登編・解説、ちくま学芸文庫、1992年、復刊2010年
  - 初刊版『柳田國男対談集』、『民俗学について』 筑摩叢書（1965-66年、復刊1985年）
- 柳田為正 『父 柳田國男を想う』 筑摩書房、1996年
- 堀三千 『父との散歩 - 娘の眼に映じた柳田國男』 人文書院、1980年 - 著者の夫は堀一郎
- 谷川健一編 『父を語る 柳田国男と南方熊楠』 冨山房インターナショナル、2010年
- 臼井吉見編 『柳田國男回想』 筑摩書房、1972年[注釈 10]
- 神島二郎編 『柳田國男研究』 筑摩書房、1973年
- 後藤総一郎編 『人と思想 柳田国男』 三一書房、1972年
- 大藤時彦 『柳田國男入門』 筑摩書房、1973年
- 牧田茂編 『評伝 柳田国男』 日本書籍、1979年 - 大藤・牧田は直弟子
- 川田稔 『柳田国男 - その生涯と思想』 吉川弘文館〈歴史文化ライブラリー19〉、1997年
- 赤坂憲雄 『柳田国男の読み方 - もうひとつの民俗学は可能か』 ちくま新書、1994年／ちくま学芸文庫（増補版）、2013年

以下は入門書
- 『新潮日本文学アルバム5 柳田国男』 宮田登編・評伝、新潮社、1984年
- 谷川健一 『柳田国男の民俗学』 岩波新書、 2001年
- 鶴見太郎 『柳田国男入門』 角川学芸出版〈角川選書〉、2008年
- 鶴見太郎 『民俗学の熱き日々 - 柳田国男とその後継者たち』 中公新書、2004年
- 石井正己 『いま、柳田国男を読む』 河出書房新社〈河出ブックス〉、2012年
- 山折哲雄 『これを語りて日本人を戦慄せしめよ - 柳田国男が言いたかったこと』 新潮選書、2014年
- 菅野覚明 『柳田國男 人と思想』 清水書院、2023年
- 河出書房新社編 『文芸読本 柳田國男』 同 1975年、新装版1984年 - 著作抜粋を収む
- 河出書房新社編 『新文芸読本 柳田國男』 同 1992年 - 各・異なった論考を収む
- 河出書房新社編 『柳田国男　民俗学の創始者』 同〈文芸の本棚〉、2014年[注釈 11]

### 研究文献
- 『葬送習俗事典 葬儀の民俗学手帳』 河出書房新社、2014年 - 河出では研究も多く刊行
- 『柳田国男談話稿』 柳田為正、千葉徳爾ほか編・解説、法政大学出版局、1987年
- 『柳田國男　私の歩んできた道』 田中正明編、岩田書院、2000年
- 高藤武馬 『ことばの聖 柳田國男先生のこと』 筑摩書房、1983年 - 全集（初刊）の編集担当者
- 大藤時彦 『日本民俗学史話』 三一書房、1990年 - 遺著
- 今野圓輔 『柳田國男先生随行記』 新版・河出書房新社、2022年
- 『谷川健一全集 第十八巻　柳田国男』 冨山房インターナショナル、2010年
- 『現代思想 総特集 柳田國男－『遠野物語』以前/以後』 青土社、2012年10月臨時増刊
- 『現代思想 総特集 遠野物語を読む』 青土社、2022年7月臨時増刊
- 石井正己 『テクストとしての柳田国男　知の巨人の誕生』 三弥井書店、2015年
- 井口時男 『柳田国男と近代文学』 講談社、1996年
- 大室幹雄 『ふくろうと蝸牛 柳田国男の響きあう風景』 筑摩書房、2004年
- 鶴見太郎 『柳田国男　感じたるまゝ』 ミネルヴァ書房<日本評伝選>、2019年
- 船木裕 『柳田国男外伝 白足袋の思想』 日本エディタースクール出版部、1991年
- 岡谷公二 『柳田國男の恋』 平凡社、2012年[注釈 12]
- 岡谷公二 『柳田国男の青春』 筑摩書房、1977年／筑摩叢書、1991年
- 岡谷公二 『貴族院書記官長 柳田国男』 筑摩書房、1985年
- 鶴見和子 『漂泊と定住と 柳田国男の社会変動論』 筑摩書房 1977年
  - 増訂版『鶴見和子曼荼羅コレクション4　土の巻 柳田国男論』 藤原書店、1998年
- 橋川文三 『柳田国男論 集成』 作品社、2002年。旧版は講談社学術文庫
- 吉本隆明 『定本 柳田国男論』 洋泉社、1995年[注釈 13]
- 山下一仁 『いま蘇る柳田國男の農政改革』 新潮選書、2018年
- 中村哲 『柳田国男の思想』 法政大学出版局、新版 1985年・2010年／講談社学術文庫（上下） 1977年
- 桜井徳太郎 『私説 柳田國男』 吉川弘文館、2003年 - 晩年の弟子の一人
- 伊藤幹治 『日本人の人類学的自画像：柳田国男と日本文化論再考』 筑摩書房、2006年
- 伊藤幹治 『柳田国男と文化ナショナリズム』 岩波書店、2002年 - 晩年の弟子の一人
- 福田アジオ 『柳田国男の民俗学』 吉川弘文館、1992年、新版・歴史文化セレクション、2007年
- 福田アジオ 『種明かししない柳田国男　日本民俗学のために』吉川弘文館　2023年。ISBN　9784642082075
- 新谷尚紀 『遠野物語と柳田國男 日本人のルーツをさぐる』 吉川弘文館〈歴史文化ライブラリー〉、2022年、ISBN 9784642059565
- 川田稔 『柳田国男 - 知と社会構想の全貌』 ちくま新書、2016年
- 川田稔 『柳田国男のえがいた日本 民俗学と社会構想』 未來社、1998年 - 他数冊が刊
- 松本三喜夫 『柳田国男と民俗の旅』 吉川弘文館、1992年 - 他数冊が刊
- 『庄司和晃著作集2　柳田国男と科学教育』明治図書、1988年 - 他数冊が刊
- 千葉徳爾 『柳田国男を読む』東京堂出版、1991年
- 佐伯有清 『柳田国男と古代史』吉川弘文館、1988年
- 来嶋靖生 『評註 柳田国男全短歌』河出書房新社、2018年 - 他数冊が刊
- 『柳田国男 日本文学研究資料叢書』 同刊行会編、有精堂出版、1976年
- 『柳田國男事典』 野村純一・宮田登・三浦佑之・吉川祐子編、勉誠出版 1998年
- 『柳田国男伝』 柳田国男研究会編、三一書房 1988年 - 柳田研究の大著
  - 『柳田国男 ジュネーヴ以後』 三一書房 1996年 - 他に「柳田国男研究」で、別の版元（岩田書院・梟社）で刊（2019年に8冊目）
- 後藤総一郎 『柳田国男論』 恒文社 1987年 - 著者は柳田国男研究会代表を務めた。
  - 後藤総一郎編 『柳田国男研究資料集成』（全20巻別巻2）日本図書センター、完結1987年

### 映像資料
- 後藤総一郎監修 『ビデオ・学問と情熱.9 柳田國男』 紀伊國屋書店、1998年
DVD版は『学問と情熱 柳田國男 - 民俗の心を探る旅』で、2008年8月に再版。
- 「柳田国男・詩人の魂」 語り手・吉増剛造、NHK教育テレビ、2006年3月
『知るを楽しむ・私のこだわり人物伝』テキスト、他にも評伝番組はいくつかある。
- 『NHK特集、遠野物語をゆく 柳田國男の風景 第1・2部』、1977年10月放映
- 『ここに鐘は鳴る』 今和次郎らと対面。1962年3月22日放映で、没する数ケ月前の映像である。
1957年3月にNHK放送文化賞を受賞した際のテレビインタビューも現存している。

## 柳田國男が登場する作品
小説
- 『今昔続百鬼――雲』（京極夏彦）
- 『遠野物語より』（京極夏彦、『冥談』収録）
- 『書楼弔堂 炎昼』（京極夏彦）
- 『くもはち』（大塚英志）

漫画
- 『神秘家列伝』（水木しげる）
- 『水木しげるの遠野物語』（水木しげる）
- 『北神伝綺』（脚本：大塚英志、作画：森美夏）
- 『八雲百怪』（脚本：大塚英志、作画：森美夏）
- 『オクタゴニアン』（脚本：大塚英志、作画：杉浦守）
- 『くもはち』（脚本：大塚英志、作画：山崎峰水）
- 『松岡國男妖怪退治』（脚本：大塚英志、作画：山崎峰水）
- 『恋する民俗学者』（脚本：大塚英志、作画：中島千晴）

演劇
- 『身毒丸』（寺山修司脚本、「天井桟敷」公演、「怪人柳田國男博士」という役名で登場する）

アニメ
- 『ふたりはプリキュア Splash Star　第39話「珍獣ミミンガ大騒動!?」』（2006年11月12日放送）
  - 「柳田国吉（やなぎだ くにきち）」という役名の民俗学者が登場する

評論
- 『小説とは何か』（『決定版三島由紀夫全集34』、新潮社、2003年）